# Bertrana arena
Bertrana arena là một loài nhện trong họ Araneidae.
Loài này thuộc chi Bertrana. Bertrana arena được Herbert Walter Levi miêu tả năm 1989.